# 長洲町
長洲町（日语：／ Nagasu machi */?）是位于日本熊本縣西北部靠有明海的一個城鎮，屬玉名郡。
沿海地區有一部分是在江戶時代以围垦產生的海埔新生地，也因此轄區內地勢低平，僅東部較為內陸的部分有些許丘陵地。

## 人口
| 長洲町人口分布圖 |                                               |  |
| 長洲町與日本全國年齡別人口分布比較圖 （2005年資料） | 長洲町的年齡、男女別人口分布圖 （2005年資料） |  |
| ■紫色是長洲町 ■綠色是全国 | ■藍色是男性 ■紅色是女性                       |  |
| 長洲町人口變化 \| 1970年 \| 14,084人 \| \| \| 1975年 \| 15,821人 \| \| \| 1980年 \| 16,715人 \| \| \| 1985年 \| 18,126人 \| \| \| 1990年 \| 17,605人 \| \| \| 1995年 \| 17,833人 \| \| \| 2000年 \| 17,956人 \| \| \| 2005年 \| 17,381人 \| \| \| 2010年 \| 16,594人 \| \| \| 2015年 \| 15,899人 \| \| \| 2020年 \| 15,372人 \| \| |                                               |  |
| 資料來源：日本總務省統計中心提供之人口普查數據 |                                               |  |
| 1970年 | 14,084人                                      |  |
| 1975年 | 15,821人                                      |  |
| 1980年 | 16,715人                                      |  |
| 1985年 | 18,126人                                      |  |
| 1990年 | 17,605人                                      |  |
| 1995年 | 17,833人                                      |  |
| 2000年 | 17,956人                                      |  |
| 2005年 | 17,381人                                      |  |
| 2010年 | 16,594人                                      |  |
| 2015年 | 15,899人                                      |  |
| 2020年 | 15,372人                                      |  |

## 歷史
過去為像有明海突出的地區，因此成為漁業的主要據點；從1607年開始，由肥後藩主開始規劃將周邊海域以围垦的方式成為土地，並成為現在的水田地區。

### 年表
- 1889年4月1日：實施町村制，現在的轄區在當時分屬：玉名郡長洲町、六榮村、腹赤村、清里村。
- 1955年7月20日：清里村被廢除，轄區分別被併入長洲町和荒尾市。
- 1956年9月30日：六榮村和腹赤村合併為腹榮村（日语：腹栄村）。
- 1957年10月1日：長洲町和腹榮村合併為新設置的長洲町。

### 變遷表
| 1889年以前               | 1889年4月1日 | 1889年 - 1926年           | 1926年 - 1944年     | 1945年 - 1954年     | 1955年 - 1989年          | 1955年 - 1989年      | 1989年 - 現在        | 現在                 |
| ------------------------ | ------------ | ------------------------- | ------------------- | ------------------- | ------------------------ | -------------------- | -------------------- | -------------------- |
|                          | 荒尾村       | 1919年5月1日 改制為荒尾町 | 1942年4月1日 荒尾市 | 1942年4月1日 荒尾市 | 1942年4月1日 荒尾市      | 荒尾市               | 荒尾市               | 荒尾市               |
|                          | 平井村       |                           | 1942年4月1日 荒尾市 | 1942年4月1日 荒尾市 | 1942年4月1日 荒尾市      | 荒尾市               | 荒尾市               | 荒尾市               |
|                          | 八幡村       |                           | 1942年4月1日 荒尾市 | 1942年4月1日 荒尾市 | 1942年4月1日 荒尾市      | 荒尾市               | 荒尾市               | 荒尾市               |
|                          | 府本村       |                           | 1942年4月1日 荒尾市 | 1942年4月1日 荒尾市 | 1942年4月1日 荒尾市      | 荒尾市               | 荒尾市               | 荒尾市               |
|                          | 有明村       |                           | 1942年4月1日 荒尾市 | 1942年4月1日 荒尾市 | 1942年4月1日 荒尾市      | 荒尾市               | 荒尾市               | 荒尾市               |
|                          | 清里村       | 清里村                    | 清里村              | 清里村              | 1955年7月20日 併入荒尾市 | 荒尾市               | 荒尾市               | 荒尾市               |
| 1955年7月20日 併入長洲町 | 清里村       | 清里村                    | 清里村              | 清里村              | 1957年10月1日 長洲町     | 1957年10月1日 長洲町 | 1957年10月1日 長洲町 |                      |
|                          | 長洲町       |                           |                     |                     | 1957年10月1日 長洲町     | 1957年10月1日 長洲町 | 1957年10月1日 長洲町 |                      |
|                          | 腹赤村       | 腹赤村                    | 腹赤村              | 腹赤村              | 1957年10月1日 長洲町     | 1957年10月1日 長洲町 | 1957年10月1日 長洲町 | 1956年9月30日 腹榮村 |
|                          | 六榮村       |                           |                     |                     | 1957年10月1日 長洲町     | 1957年10月1日 長洲町 | 1957年10月1日 長洲町 | 1956年9月30日 腹榮村 |

## 交通

### 鐵道
- 九州旅客鐵道
  - 鹿兒島本線：長洲車站

## 觀光資源
景點
- 立花誾千代之墓

祭典、活動
- 破魔弓祭：於1月舉行
- 火之國長洲金魚祭：於5月舉行
- 金魚與鯉之鄉祭：於10月舉行

## 本地出身之名人
- 林田彪：政治家
- 浜岡浩幸：前職業棒球選手
- 大瀬良直人：前職業足球選手
- 中島祐希子：演歌歌手

## 外部連結
- （日語） 長洲町商工會 （页面存档备份，存于）